# پنگ شیمنگ
پنگ شیمنگ (انگلیسی: Peng Shimeng؛ زادهٔ ۱۲ مهٔ ۱۹۹۸) بازیکن فوتبال اهل چین است.
وی همچنین در تیم ملی فوتبال زنان چین بازی کرده‌است.

#### ملی
روی در سال ۲۰۱۷ توسط فدراسیون فوتبال چین (CFA) فراخوانده شد، گنجانده شده در ترکیب تیم ملی چین درگیر در نسخه ۲۰۱۷ جام آلگاروه، برای اولین بار در این تورنمنت در ۸ مارس به میدان رفت و بی شیائولین را در دقیقه ۴۶ در فینال برای مقام نهم باخت ۲ بر ۱ به ایسلند برد. انتخاب کننده جدید تیم ملی جیا شیوکان او را در فهرست ۲۳ بازیکنی که با مرحله نهایی فرانسه ۲۰۱۹ روبرو هستند قرار می دهد.